# José Pereda
José Pereda (Lima, 8 settembre 1973) è un ex calciatore peruviano, di ruolo centrocampista.